# 日向灘地震

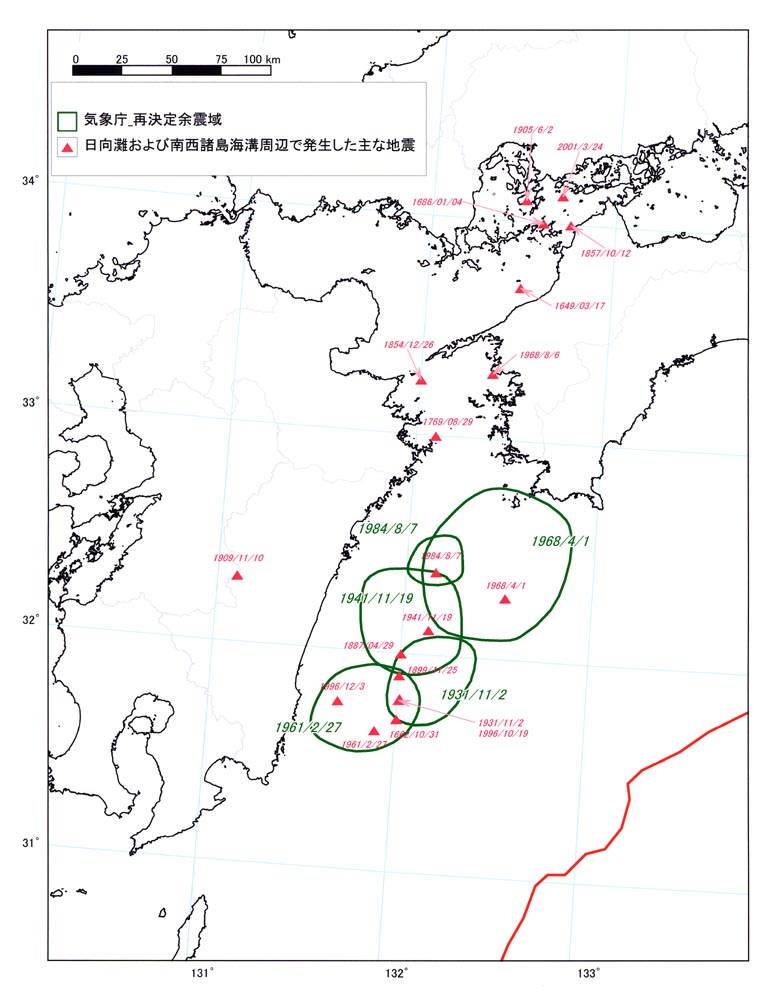
過去的主要日向灘地震

日向灘地震，有时又称作日向地震，是指位于发生日本日向灘的地震。该地区位于南海海槽的西端隐没带，規模七左右的地震每十几年到几十年发生一次，但没有发现規模8以上的大地震记录。在日向滩周边发生的地震，除了周边沿岸各地因地震震动而受损外，震源较浅时，还可能发生海啸灾害。

## 概要
位于宫崎县及大分县近海的日向滩海域，过去曾多次发生大地震。根据日本政府的地震调查研究推进本部，地震调查委员会的报告（2024年），日向滩地震根据规模分为两种类型：（1）M8左右；（2）M7.0-7.5左右。发生在陆地板块（欧亚板块）与菲律宾海板块交界处的低角度逆断层（冲上断层）型板块间地震（海沟型地震）虽然无法具体确定震源区域，但推测震源深度在0-60km附近。其中M8级地震在未来30年发震率未知，但M7.0-7.5地震发震率在未来30年高达80％，其发震平均间隔为20.6年:4。
九州岛东岸的宫崎县串间市附近至大分县佐伯市附近的海岸线向北东北-西南西方向延伸，其东南侧的海域与南海海槽的海沟轴大致平行。地震调查委员会的报告中使用的评估区域，以上述的海岸线东北方向延伸至爱媛县宇和岛市附近的线的附近作为陆地一侧的外缘，从那里到海沟轴之间的宽度约100-150km为区域。而接近海沟轴的宽度约50km的地区被排除在外:13。
预计今后如果发生日向滩地震，除了周边沿岸各地因地震摇晃而遭受损失外，如果震源区域较浅，还会因海啸而遭受损失。特别是九州的宫崎县和大分县，四国的爱媛县和高知县的太平洋沿岸等地预计将遭受海啸灾害。

## 发生间隔
M7.6之前和之后的那些估计每隔大约200年发生一次，在17世纪以后，被认为有1662年（M7.6）和1968年（M7.5）两次，两次都引发了海啸，造成了人员伤亡。另外，据估计，m7.0-7.2左右的病例大约每20-27年发生一次，1931年（M7.1），1923年以后1941年（M7.2），1961年（M7.0），2024年（M7.1），至1984年（M7.1）共5次（1984年的地震以前被认为是板块间地震，但也有人指出是板块内地震，不包括在日向滩地震中。）这两起地震都造成了人员伤亡:11。
两种类型的地震加起来每十年至几十年发生一次。据推测，历史上最大的地震是1662年发生的7级地震，日向滩地区没有发生8级以上的大地震记录:11。但也有观点认为，这次地震与震源位于东侧的南海地震等同时发生，形成了8级以上的连动型巨大地震。例如，曾被认为是东海、东南海、南海联动型地震的1707年宝永地震可能与日向滩地震有关。而且，将来也有可能发生这样的连动型巨大地震，因此有采取对策的动向。特别是2011年东北地方太平洋近海地震以后，这样的动向变得强烈。

## 发生概率
| 領域   | 領域           | 様式       | 2004年2月27日時点:3-4,12 | 2004年2月27日時点:3-4,12 | 2018年1月1日時点 | 2018年1月1日時点 | 2022年1月1日時点 | 2022年1月1日時点 |
| 領域   | 領域           | 様式       | 規模 (M)                 | 30年内的发生概率         | 規模 (M)         | 30年内的发生概率 | 規模 (M)         | 30年内的发生概率 |
| 日向灘 |                | 板块间地震 | 7.6前後                  | 10%程度                  | 7.6前後          | 10%程度          | 7.6前後          | 10%程度          |
| 日向灘 | （更小的范围） | 板块间地震 | 7.1前後                  | 70 - 80%                 | 7.1前後          | 70 - 80%         | 7.1前後          | 70 - 80%         |

## 過去的主要地震
- 1498年日向灘地震（日语：日向灘地震 (1498年)）
- 1662年日向灘地震（外所地震）
- 1931年日向灘地震
- 1941年日向灘地震（英语：1941 Hyūga-nada earthquake）
- 1961年日向灘地震
- 1968年日向灘地震（英语：1968 Hyūga-nada earthquake）
- 2019年日向灘地震
- 2022年日向灘地震
- 2024年日向灘地震
- 2025年日向灘地震

## 外部連結
- 日向灘 （页面存档备份，存于） - 地震調査研究推進本部